# 미치 매콜
미치 매콜(Mitzi McCall, 1932년 9월 9일~2024년 8월 8일)은 미국의 배우이다.

## 영화
- 버즈 오브 어 페더(2011년) - 베아트리스 역
- 지상 최고의 아빠(2009년) - 보니 역
- 아이스 에이지(2002년)
- 제7의 천국(1996년)
- 핫라인(1996년)
- 사랑의 조건(1992년)
- 찬스 오브 라이프타임(1991년)
- 하얀 궁전(1990년)
- 크라이 베이비 킬러(1958년)
- 기관총 켈리(1958년)
- 위성 전쟁(1958년)